# Neobrachiella triglae
Neobrachiella triglae är en kräftdjursart som först beskrevs av Claus 1860.  Neobrachiella triglae ingår i släktet Neobrachiella och familjen Lernaeopodidae. Arten har ej påträffats i Sverige. Inga underarter finns listade i Catalogue of Life.